# Bätzenwustung (Kaltenbrunn)
Bätzenwustung ist ein Wohnplatz des Marktes Mitwitz im Landkreis Kronach (Oberfranken, Bayern).

## Geographie
Der ehemalige Weiler Bätzenwustung ist mittlerweile Haus Nr. 2 und 2a des Gemeindeteils Bächlein. Die Anwesen liegen an einer Gemeindeverbindungsstraße, die nach Neundorf zur Kreisstraße KC 14 (2,3 km westlich) bzw. zur Staatsstraße 2708 bei der Haderleinswustung (0,8 km nordöstlich) führt.

## Geschichte
Gegen Ende des 18. Jahrhunderts bestand Bätzenwustung aus einem Anwesen. Das Hochgericht übte das Halsgericht Mitwitz aus. Die Herrschaft Mitwitz war Grundherr des Einödgehöfts.
Mit dem Gemeindeedikt wurde Bätzenwustung dem 1808 gebildeten Steuerdistrikt Mitwitz und der 1818 gebildeten Ruralgemeinde Kaltenbrunn zugewiesen. Am 1. Januar 1974 wurde Bätzenwustung mit Kaltenbrunn im Zuge der Gebietsreform in Bayern nach Mitwitz eingegliedert. Auf einer topographischen Karte von 1975 wurde der Ort noch namentlich verzeichnet.

### Einwohnerentwicklung
| Jahr      | 001818 | 001861 | 001871 | 001885 | 001900 | 001925 | 001950 | 001961 | 001970 |
| Einwohner |        | 19     | 10     | 17     | 20     | 20     | 15     | 14     | 13     |
| Häuser    | 1      |        |        | 4      | 3      | 3      | 3      | 3      |        |
| Quelle    | [ 3 ]  | [ 6 ]  | [ 7 ]  | [ 8 ]  | [ 9 ]  | [ 10 ] | [ 11 ] | [ 12 ] | [ 13 ] |

## Religion
Der Ort ist  evangelisch-lutherisch geprägt und nach St. Jakobus (Mitwitz) gepfarrt.

## Weblink
- Bätzenwustung in der Ortsdatenbank des bavarikon, abgerufen am 20. August 2021.